# Sternwarte Zollern-Alb

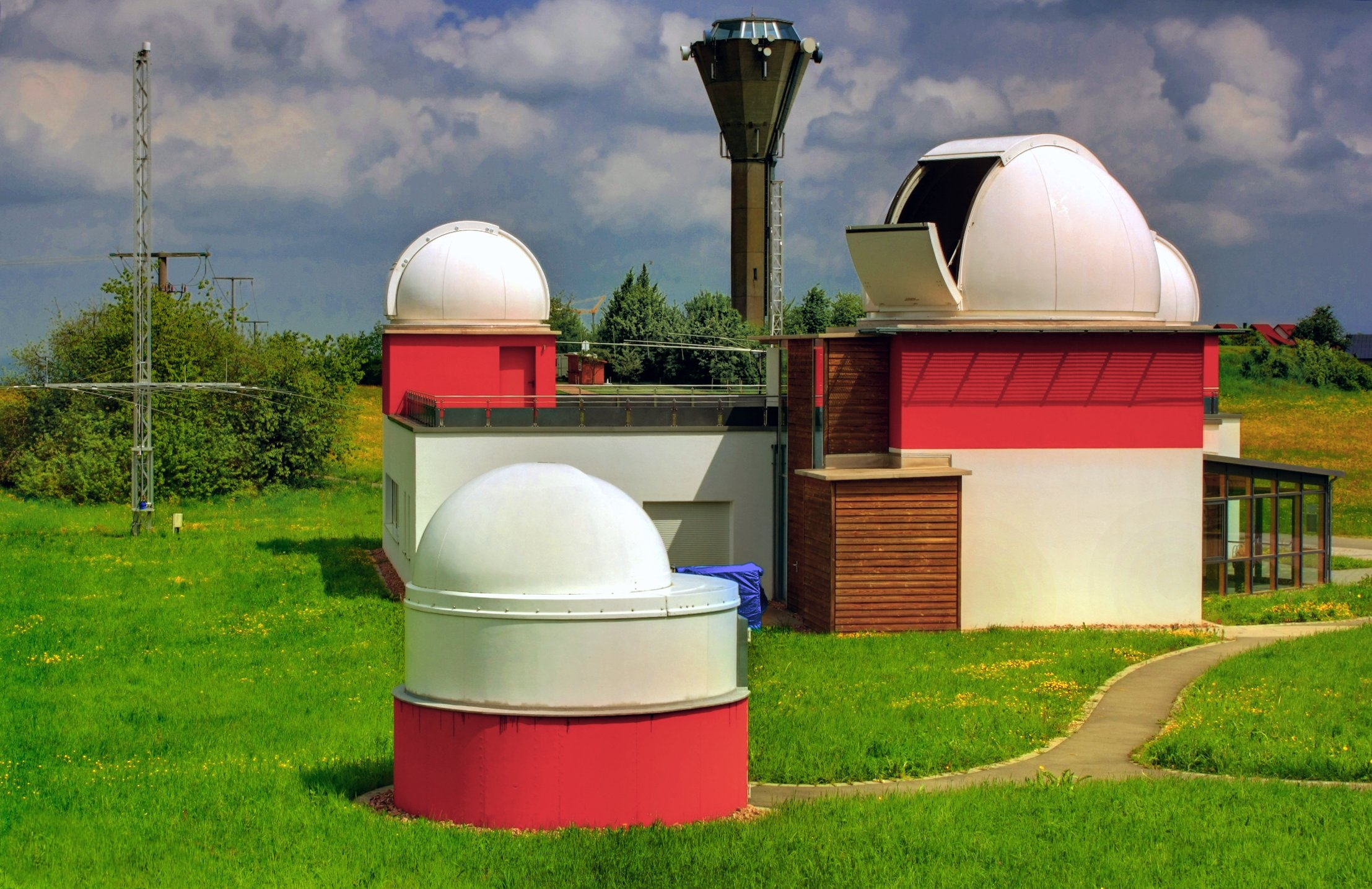
Anblick der Sternwarte aus südlicher Richtung

Die Sternwarte Zollern-Alb liegt am südwestlichen Rand von Brittheim, einem Stadtteil von Rosenfeld im Zollernalbkreis im Vorland der Schwäbischen Alb. Sie ist eine der größten Volkssternwarten Deutschlands.

## Geschichte
Die ersten Überlegungen zum Bau einer modern ausgestatteten Sternwarte reichen zurück ins Jahr 1996. Im Jahr darauf wurden ein Förderverein und eine Betriebsgemeinschaft gegründet, die in den Verein Sternwarte Zollern-Alb, Rosenfeld-Brittheim e. V. überging.
2004 erhielt der Verein Mittel aus der Landesstiftung Baden-Württemberg, von der Stadt Rosenfeld, dem Zollernalbkreis und im Kreis ansässigen Unternehmen. Nach einer Planungs- und Bauphase wurde die Sternwarte am 29. September 2006 eingeweiht.

## Ausstattung

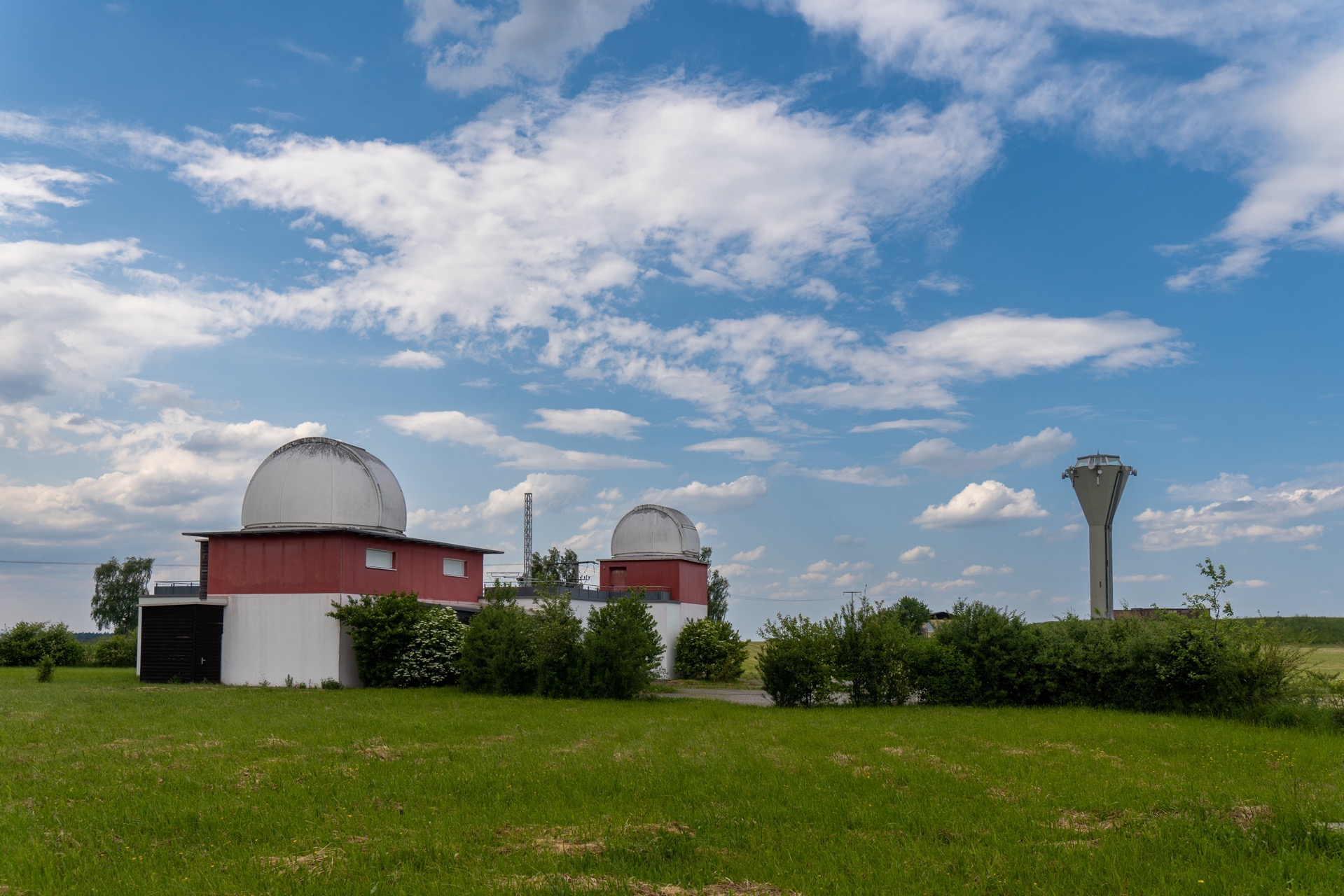

Das Hauptteleskop der Sternwarte ist ein Cassegrain-Teleskop mit einem 80-cm-Hauptspiegel. Das Teleskop ist sowohl im Primärfokus bei einem Öffnungsverhältnis f/3 als auch im Sekundärfokus bei f/10 verwendbar.
In Planung befinden sich eine Sonnenstation und eine Deep-Sky-Station. Eine Radioastronomie-Station ist im Aufbau.
Im Sternwartengebäude befindet sich ein großer Vortrags- und Tagungsraum. Ein eigenes separat liegendes Kuppelgebäude mit einem 20-cm-Newton-Teleskop wird als Jugendsternwarte genutzt.

## Pädagogisches Programm
Schwerpunkt ist die Vermittlung astronomischer Erkenntnisse und Forschungsergebnisse und des aktuellen Himmelsgeschehens. Hierzu werden Vorträge und Himmelsbeobachtungen mit den Geräten der Sternwarte angeboten. Zu Spezialthemen werden regelmäßig Workshops abgehalten, die teilweise auch jahreszeitlich ausgerichtet sind. Daneben beteiligt sich die Sternwarte aktiv an lokalen und überregionalen Ausstellungen.
Sonderführungen, insbesondere auch für Schulen und Kindergärten, sind ein fester Bestandteil des Bildungsangebots der Sternwarte.
Für besonders interessierte Jugendliche bietet die Sternwarte die Mitarbeit in ihrer Jugendgruppe an.